# Новониколаевка (Сорокинский район)
Новоникола́евка — деревня в Сорокинском районе Тюменской области России. Входит в состав Сорокинского сельского поселения.

## География
Деревня находится на юго-востоке Тюменской области, в пределах юго-западной части Западно-Сибирской низменности, в подтаёжно-лесостепной подзоне, на расстоянии примерно 9 км (по прямой) к северо-западу от Большого Сорокина, административного центра района.

### Климат
Климат континентальный с холодной продолжительной зимой и тёплым относительно коротким летом. Средняя температура воздуха самого холодного месяца (января) — −19 °C (абсолютный минимум — −49 °C); самого тёплого месяца (июля) — 21 °C (абсолютный максимум — 40 °С). Среднегодовое количество атмосферных осадков составляет 505 мм, из которых 361 мм выпадает в тёплый период.

### Часовой пояс
Деревня Новониколаевка, как и вся Тюменская область, находится в часовой зоне МСК+2. Смещение применяемого времени относительно UTC составляет +5:00.

## Население
| 2010 |
| ---- |
| 77   |

### Половой состав
По данным Всероссийской переписи населения 2010 года, в половой структуре населения мужчины составляли 54,5 %, женщины — соответственно 45,5 %.

### Национальный состав
Согласно результатам переписи 2002 года, в национальной структуре населения русские составляли 81 % из 126 чел.